# Мідсланд
Мідсланд (нід. Midsland) — село в нідерландській провінції Фрисландія. Входить до муніципалітету Терсхеллінг, розташоване у центральній частині однойменного острова. Його населення станом на 2017 рік складало 1018 осіб.